# Фридрих Шаумбург-Липпский
Фридрих Георг Вильгельм Бруно Шаумбург-Липпский (нем. Friedrich Georg Wilhelm Bruno zu Schaumburg-Lippe; 30 января 1868, Ратиборжице — 12 декабря 1945, Кудова-Здруй, Нижнесилезское воеводство) — немецкий принц и дома Шаумбург-Липпе и последний обладатель секундогенитуры Наход.

## Биография
Принц Фридрих — сын принца Вильгельма Шаумбург-Липпского и принцессы Батильды, второй дочери принца Фридриха Августа Ангальт-Дессауского и принцессы Марии Гессен-Кассельской. 
После Второй мировой войны принц Фридрих, как гражданин Германии, был выдворен за пределы Чехии в Польшу, где вскоре умер. По согласованию между польскими и чешскими властями после смерти принца его останки перевезли в Наход и захоронили на старом солдатском кладбище Находа недалеко от замка.

## Браки и дети
5 мая 1896 года Фридрих Шаумбург-Липпский женился на принцессе Луизе Датской, дочери короля Дании Фредерика VIII. Луиза умерла от последствий воспаления мозга. Спустя три года принц Фридрих женился 26 мая 1909 года на принцессе Антуанетте Ангальтской, дочери наследного принца Леопольда Ангальтского и принцессы Елизаветы Гессен-Кассельской.
В браке с принцессой Луизой родились две дочери и один сын:
- Мария Шаумбург-Липпская[нидерл.] (1897—1938), замужем за принцем Фридрихом Сигизмундом Прусским, 2 детей:
  - Луиза Виктория Прусская (1917—2009)
  - Фридрих Карл Прусский (1919—2006)
- Кристиан Шаумбург-Липпский (1898—1974), женат на принцессе Феодоре Датской, 4 детей:
  - Вильгельм Шаумбург-Липпский[англ.] (род. 19 августа 1939)
  - Вальдемар Шаумбург-Липпский[фр.] (1940—2020)
  - Мария Шаумбург-Липпская (род. 27 декабря 1945).
  - Харальд Шаумбург-Липпский[фр.] (род. 27 марта 1948)
- Стефания Шаумбург-Липпская (1899—1925), замужем за Виктором Адольфом Бентгейм-Штейнфуртским (1883—1961), 2 детей:
  - Алекс  Бентгейм-Штейнфуртский (1922-1943)
  - Кристиан  Бентгейм-Штейнфуртский (1923—2023)

В браке с принцессой Антуанеттой родились два сына:
- Леопольд Шаумбург-Липпский (1910—2006)
- Вильгельм Шаумбург-Липпский (1912—1938)